# Europäische Formel-3-Meisterschaft 2016
Die europäische Formel-3-Meisterschaft 2016 war die 15. Saison der europäischen Formel-3-Meisterschaft.

## Teams und Fahrer
Ein Starterfeld mit 24 Fahrzeugen wurde für die Meisterschaft 2016 bestätigt.
| Team                        | Auto # | Fahrer              | Chassis      | Motor                  | Rennwochenende | Quelle |
| --------------------------- | ------ | ------------------- | ------------ | ---------------------- | -------------- | ------ |
| Prema Powerteam             | 01     | Lance Stroll        | Dallara F312 | Mercedes               | Alle           | [ 2 ]  |
| Prema Powerteam             | 02     | Nick Cassidy        | Dallara F312 | Mercedes               | Alle           | [ 3 ]  |
| Prema Powerteam             | 16     | Ralf Aron           | Dallara F312 | Mercedes               | Alle           | [ 4 ]  |
| Prema Powerteam             | 17     | Maximilian Günther  | Dallara F312 | Mercedes               | Alle           | [ 5 ]  |
| Carlin                      | 03     | Ryan Tveter         | Dallara F312 | Volkswagen             | 1–7            | [ 6 ]  |
| Carlin                      | 03     | Daniel Ticktum      | Dallara F312 | Volkswagen             | 10             |        |
| Carlin                      | 04     | Alessio Lorandi     | Dallara F312 | Volkswagen             | 1–7            | [ 7 ]  |
| Carlin                      | 04     | Lando Norris        | Dallara F312 | Volkswagen             | 10             |        |
| Carlin                      | 18     | Zhi Cong Li         | Dallara F312 | Volkswagen             | 1–4            | [ 8 ]  |
| Carlin                      | 18     | William Buller      | Dallara F312 | Volkswagen             | 5              |        |
| Carlin                      | 18     | Jake Hughes         | Dallara F312 | Volkswagen             | 10             |        |
| Carlin                      | 19     | Raoul Hyman         | Dallara F312 | Volkswagen             | 1              |        |
| Carlin                      | 19     | Weiron Tan          | Dallara F312 | Volkswagen             | 4, 6–7         | [ 9 ]  |
| Van Amersfoort Racing       | 05     | Pedro Piquet        | Dallara F312 | Mercedes               | Alle           | [ 10 ] |
| Van Amersfoort Racing       | 06     | Callum Ilott        | Dallara F312 | Mercedes               | Alle           | [ 11 ] |
| Van Amersfoort Racing       | 20     | Harrison Newey      | Dallara F312 | Mercedes               | Alle           | [ 12 ] |
| Van Amersfoort Racing       | 21     | Anthoine Hubert     | Dallara F312 | Mercedes               | Alle           | [ 13 ] |
| kfzteile24 Mücke Motorsport | 07     | Mikkel Jensen       | Dallara F312 | Mercedes               | Alle           | [ 14 ] |
| kfzteile24 Mücke Motorsport | 08     | David Beckmann      | Dallara F312 | Mercedes               | 3–10           | [ 15 ] |
| Motopark                    | 09     | Sérgio Sette Câmara | Dallara F312 | Volkswagen             | Alle           | [ 16 ] |
| Motopark                    | 10     | Niko Kari           | Dallara F312 | Volkswagen             | Alle           | [ 16 ] |
| Motopark                    | 22     | Joel Eriksson       | Dallara F312 | Volkswagen             | Alle           | [ 17 ] |
| Motopark                    | 23     | Guanyu Zhou         | Dallara F312 | Volkswagen             | Alle           | [ 18 ] |
| Hitech Grand Prix           | 11     | Nikita Masepin      | Dallara F312 | Mercedes               | Alle           | [ 19 ] |
| Hitech Grand Prix           | 12     | George Russell      | Dallara F312 | Mercedes               | Alle           | [ 20 ] |
| Hitech Grand Prix           | 24     | Ben Barnicoat       | Dallara F312 | Mercedes               | Alle           | [ 21 ] |
| Hitech Grand Prix           | 25     | Alexander Sims      | Dallara F312 | Mercedes               | 10             |        |
| Threebond with T-Sport      | 14     | Arjun Maini         | Dallara F312 | Neil Brown Engineering | 2–4            |        |
| Threebond with T-Sport      | 14     | Wing Chung Chang    | Dallara F312 | Neil Brown Engineering | 9–10           |        |
| Threebond with T-Sport      | 15     | Arjun Maini         | Dallara F312 | ThreeBond              | 1              | [ 22 ] |
| Threebond with T-Sport      | 15     | Ukyo Sasahara       | Dallara F312 | ThreeBond              | 7, 9           |        |

Anmerkungen
1. 1 2 3  Gaststarter

## Rennkalender
Das Rennwochenende in Pau ist eine eigenständige Veranstaltung. Die Rennen in Le Castellet und Mogyoród finden im Rahmen der Tourenwagen-Weltmeisterschaft (WTCC), die Rennen in Spa-Francorchamps im Rahmen der Blancpain Endurance Series und die Rennen in Imola im Rahmen der französischen GT-Meisterschaft statt. Die anderen fünf Veranstaltungen werden im Rahmenprogramm der DTM ausgetragen. Es gibt drei Rennen pro Veranstaltung.
| Nr. | Datum         | Rennstrecke                                      | Sieger             | Zweiter             | Dritter             | Pole-Position      | Schnellste Rennrunde |
| --- | ------------- | ------------------------------------------------ | ------------------ | ------------------- | ------------------- | ------------------ | -------------------- |
| 01. | 02. April     | Circuit Paul Ricard (Le Castellet)               | Lance Stroll       | Nick Cassidy        | George Russell      | Lance Stroll       | Lance Stroll         |
| 02. | 02. April     | Circuit Paul Ricard (Le Castellet)               | Callum Ilott       | Nick Cassidy        | Guanyu Zhou         | Maximilian Günther | Nick Cassidy         |
| 03. | 03. April     | Circuit Paul Ricard (Le Castellet)               | Maximilian Günther | Nick Cassidy        | Joel Eriksson       | Maximilian Günther | Joel Eriksson        |
| 04. | 23. April     | Hungaroring (Mogyoród)                           | Ralf Aron          | Niko Kari           | Joel Eriksson       | Maximilian Günther | Joel Eriksson        |
| 05. | 23. April     | Hungaroring (Mogyoród)                           | Maximilian Günther | Ralf Aron           | Guanyu Zhou         | Maximilian Günther | Maximilian Günther   |
| 06. | 24. April     | Hungaroring (Mogyoród)                           | Ben Barnicoat      | Joel Eriksson       | Lance Stroll        | Maximilian Günther | Lance Stroll         |
| 07. | 14. Mai       | Circuit de Pau-Ville (Pau)                       | Ben Barnicoat      | Nick Cassidy        | Maximilian Günther  | Lance Stroll       | Callum Ilott         |
| 08. | 14. Mai       | Circuit de Pau-Ville (Pau)                       | George Russell     | Sérgio Sette Câmara | Callum Ilott        | George Russell     | George Russell       |
| 09. | 15. Mai       | Circuit de Pau-Ville (Pau)                       | Alessio Lorandi    | Lance Stroll        | George Russell      | Alessio Lorandi    | Anthoine Hubert      |
| 10. | 21. Mai       | Red Bull Ring (Spielberg)                        | Callum Ilott       | Lance Stroll        | Maximilian Günther  | Callum Ilott       | Callum Ilott         |
| 11. | 21. Mai       | Red Bull Ring (Spielberg)                        | Lance Stroll       | George Russell      | Niko Kari           | Lance Stroll       | Sérgio Sette Câmara  |
| 12. | 22. Mai       | Red Bull Ring (Spielberg)                        | Lance Stroll       | Callum Ilott        | Maximilian Günther  | Lance Stroll       | Lance Stroll         |
| 13. | 25. Juni      | Norisring (Nürnberg)                             | Lance Stroll       | Niko Kari           | George Russell      | Lance Stroll       | Callum Ilott         |
| 14. | 25. Juni      | Norisring (Nürnberg)                             | Anthoine Hubert    | Lance Stroll        | Maximilian Günther  | Anthoine Hubert    | Lance Stroll         |
| 15. | 26. Juni      | Norisring (Nürnberg)                             | Lance Stroll       | Anthoine Hubert     | Sérgio Sette Câmara | Lance Stroll       | Alessio Lorandi      |
| 16. | 16. Juli      | Circuit Park Zandvoort (Zandvoort)               | Lance Stroll       | Nick Cassidy        | Alessio Lorandi     | Nick Cassidy       | Lance Stroll         |
| 17. | 16. Juli      | Circuit Park Zandvoort (Zandvoort)               | Nick Cassidy       | Maximilian Günther  | Callum Ilott        | Callum Ilott       | Maximilian Günther   |
| 18. | 17. Juli      | Circuit Park Zandvoort (Zandvoort)               | Maximilian Günther | Nick Cassidy        | David Beckmann      | Maximilian Günther | Lance Stroll         |
| 19. | 29. Juli      | Circuit de Spa-Francorchamps (Spa-Francorchamps) | Lance Stroll       | Maximilian Günther  | Ben Barnicoat       | Lance Stroll       | Lance Stroll         |
| 20. | 29. Juli      | Circuit de Spa-Francorchamps (Spa-Francorchamps) | George Russell     | Joel Eriksson       | Mikkel Jensen       | George Russell     | George Russell       |
| 21. | 30. Juli      | Circuit de Spa-Francorchamps (Spa-Francorchamps) | Joel Eriksson      | Anthoine Hubert     | George Russell      | George Russell     | George Russell       |
| 22. | 10. September | Nürburgring (Nürburg)                            | Lance Stroll       | Maximilian Günther  | George Russell      | Lance Stroll       | Lance Stroll         |
| 23. | 10. September | Nürburgring (Nürburg)                            | Lance Stroll       | Maximilian Günther  | Joel Eriksson       | Lance Stroll       | Maximilian Günther   |
| 24. | 11. September | Nürburgring (Nürburg)                            | Maximilian Günther | Lance Stroll        | Niko Kari           | Maximilian Günther | Maximilian Günther   |
| 25. | 01. Oktober   | Autodromo Enzo e Dino Ferrari (Imola)            | Niko Kari          | Lance Stroll        | Joel Eriksson       | Lance Stroll       | Lance Stroll         |
| 26. | 02. Oktober   | Autodromo Enzo e Dino Ferrari (Imola)            | Lance Stroll       | Joel Eriksson       | George Russell      | Lance Stroll       | Lance Stroll         |
| 27. | 02. Oktober   | Autodromo Enzo e Dino Ferrari (Imola)            | Lance Stroll       | George Russell      | Callum Ilott        | Lance Stroll       | Lance Stroll         |
| 28. | 15. Oktober   | Hockenheimring Baden-Württemberg (Hockenheim)    | Lance Stroll       | Maximilian Günther  | Nick Cassidy        | Lance Stroll       | Lance Stroll         |
| 29. | 15. Oktober   | Hockenheimring Baden-Württemberg (Hockenheim)    | Lance Stroll       | Joel Eriksson       | David Beckmann      | Lance Stroll       | David Beckmann       |
| 30. | 16. Oktober   | Hockenheimring Baden-Württemberg (Hockenheim)    | Lance Stroll       | Joel Eriksson       | Jake Hughes         | Joel Eriksson      | Lance Stroll         |

## Wertungen

### Punktesystem
Bei jedem Rennen bekommen die ersten zehn des Rennens 25, 18, 15, 12, 10, 8, 6, 4, 2 bzw. 1 Punkt(e).

### Fahrerwertung
| Pos.        | Fahrer          | LEC | LEC | LEC | HUN | HUN | HUN | PAU | PAU | PAU | SPI | SPI | SPI | NOR | NOR | NOR | ZAN | ZAN | ZAN | SPA | SPA | SPA | NÜR | NÜR | NÜR | IMO | IMO | IMO | HOC | HOC | HOC | Punkte |
| ----------- | --------------- | --- | --- | --- | --- | --- | --- | --- | --- | --- | --- | --- | --- | --- | --- | --- | --- | --- | --- | --- | --- | --- | --- | --- | --- | --- | --- | --- | --- | --- | --- | ------ |
| 01          | L. Stroll       | 1   | DNF | 5   | 4   | 8   | 3   | 9   | 4   | 2   | 2   | 1   | 1   | 1   | 2   | 1   | 1   | DNF | 19  | 1   | 19  | 4   | 1   | 1   | 2   | 2   | 1   | 1   | 1   | 1   | 1   | 507    |
| 02          | M. Günther      | 5   | DNF | 1   | 5   | 1   | DNF | 3   | 14  | 13  | 3   | 6   | 3   | DNF | 3   | 5   | 4   | 2   | 1   | 2   | 7   | 6   | 2   | 2   | 1   | 12  | DNF | 12  | 2   | 8   | 9   | 322    |
| 03          | G. Russell      | 3   | 11  | 18  | DNF | 4   | DNF | 4   | 1   | 3   | 4   | 2   | DNF | 3   | 9   | DNF | 7   | 9   | 5   | 5   | 1   | 3   | 3   | DNF | 7   | 4   | 3   | 2   | 7   | 6   | DNF | 274    |
| 04          | N. Cassidy      | 2   | 2   | 2   | DNF | 16  | 9   | 2   | 16  | DNF | 6   | DNF | 10  | 6   | 4   | 6   | 2   | 1   | 2   | 4   | 17  | 5   | 4   | DNF | 5   | 10  | 7   | 8   | 3   | DNF | 4   | 254    |
| 05          | J. Eriksson     | 6   | 9   | 3   | 3   | DNF | 2   | 14  | 9   | 6   | 17  | 14  | 6   | DNF | 5   | DNF | 12  | 10  | 7   | 14  | 2   | 1   | 7   | 3   | 6   | 3   | 2   | 5   | 6   | 2   | 2   | 252    |
| 06          | C. Ilott        | 10  | 1   | 12  | DNF | 9   | 6   | 5   | 3   | 4   | 1   | 4   | 2   | DNF | 7   | 7   | 5   | 3   | 6   | 16  | 5   | DNF | 5   | 7   | 4   | 15  | DNF | 3   | DNF | DSQ | DNF | 226    |
| 07          | R. Aron         | 7   | DNF | 7   | 1   | 2   | DNS | 13  | 6   | 15  | 9   | 12  | 9   | 4   | 10  | 9   | 14  | 6   | 8   | 8   | 13  | 13  | 6   | 4   | 14  | 7   | 4   | 4   | 4   | 5   | 8   | 176    |
| 08          | A. Hubert       | 17  | 8   | 6   | DNF | 13  | 14  | 12  | 7   | 12  | 16  | 10  | 16  | 8   | 1   | 2   | 9   | 4   | 10  | DNF | 4   | 2   | 10  | 5   | 9   | 5   | 6   | 6   | 10  | 7   | 10  | 160    |
| 09          | B. Barnicoat    | 4   | DNF | 11  | 9   | 10  | 1   | 1   | 5   | 11  | 10  | 15  | 5   | 5   | DNF | DSQ | 18  | 8   | 9   | 3   | 11  | 20  | 9   | DNF | 10  | 8   | DNF | 13  | 18  | 9   | 7   | 134    |
| 10          | N. Kari         | 8   | 16  | 15  | 2   | DNF | 8   | 19  | 11  | 8   | 20  | 3   | 8   | 2   | 12  | DNF | 6   | 11  | 11  | 11  | 10  | 7   | 8   | 10  | 3   | 1   | 9   | DNF | 14  | 12  | 13  | 129    |
| 11          | S. Sette Câmara | 16  | 5   | 19* | 7   | 5   | 5   | 8   | 2   | DNF | 12  | 8   | 4   | DNF | DNF | 3   | 11  | 17  | 15  | 15  | DNF | 15  | 11  | 8   | 8   | DNF | DNF | 11  | 5   | 14  | 6   | 117    |
| 12          | M. Jensen       | 13  | 4   | 4   | 10  | 7   | 11  | 6   | 8   | 5   | 5   | 5   | DNF | 7   | 8   | DNF | 15  | 13  | 12  | DNF | 3   | 9   | 15  | 13  | 17  | 11  | 10  | 7   | DNF | 15  | DNS | 107    |
| 13          | G. Zhou         | 14  | 3   | 8   | 8   | 3   | 4   | 11  | DNF | NC  | 13  | 11  | 7   | DNF | 6   | 4   | 16  | 18  | 16  | 17  | 8   | 11  | 12  | 12  | 12  | 6   | 5   | 10  | 11  | 13  | 11  | 101    |
| 14          | A. Lorandi      | 12  | 6   | 9   | 6   | 6   | 12  | 10  | 15  | 1   | 11  | 9   | 17  | 12  | DNF | 8   | 3   | 5   | 4   | 10  | 14  | 17  |     |     |     |     |     |     |     |     |     | 96     |
| 15          | D. Beckmann     |     |     |     |     |     |     | 17  | DNF | DNF | 7   | 7   | 12  | 10  | 13  | DNF | 10  | 7   | 3   | 7   | 16  | 10  | 13  | 6   | 13  | DNF | DNF | 9   | 12  | 3   | 18  | 67     |
| 16          | J. Hughes       |     |     |     |     |     |     |     |     |     |     |     |     |     |     |     |     |     |     |     |     |     |     |     |     |     |     |     | 19* | 4   | 3   | 27     |
| 17          | R. Tveter       | 15  | 7   | DNF | 11  | 11  | WD  | 7   | DNF | 7   | 15  | DNS | DNS | 13  | DNF | 13  | 8   | 14  | 14  | 9   | 9   | 16  |     |     |     |     |     |     |     |     |     | 26     |
| 18          | H. Newey        | 9   | DNF | 14  | 12  | 12  | 10  | 15  | DNF | 14  | 8   | 16  | 11  | DNF | DNF | 10  | 19  | 12  | 18  | 6   | 12  | 12  | 14  | 11  | 11  | 9   | 8   | DNF | 15  | 18  | 12  | 22     |
| 19          | P. Piquet       | 11  | 14  | DNF | 13  | 14  | 7   | 20  | DNF | 10  | 19  | NC  | 13  | 9   | DNF | DNF | 13  | 16  | 13  | 18  | 6   | 14  | 17  | 9   | 15  | DNF | 12  | 14  | 16  | 17  | 15  | 19     |
| 20          | N. Masepin      | 19  | 12  | 10  | EX  | DNF | 13  | 16  | 13  | DNF | 14  | 17  | 14  | 11  | 11  | 11  | 17  | 15  | 17  | 12  | DNF | 8   | 16  | 14  | 16  | 13  | 11  | 15  | 8   | 10  | DNF | 10     |
| 21          | A. Maini        | DNF | 13  | 16  | 14  | 15  | 15  | 18  | 10  | 9   | DNF | DNF | 18  |     |     |     |     |     |     |     |     |     |     |     |     |     |     |     |     |     |     | 3      |
| 22          | R. Hyman        | 18  | 10  | 13  |     |     |     |     |     |     |     |     |     |     |     |     |     |     |     |     |     |     |     |     |     |     |     |     |     |     |     | 1      |
| –           | Z. Li           | 20  | 15  | 17  | 15  | DNF | 16  | DNF | 12  | DNF | 18  | DNS | DNS | INJ | INJ | INJ | INJ | INJ | INJ | INJ | INJ | INJ | INJ | INJ | INJ | INJ | INJ | INJ | INJ | INJ | INJ | 0      |
| –           | W. Buller       |     |     |     |     |     |     |     |     |     |     |     |     | DNF | DNF | 12  |     |     |     |     |     |     |     |     |     |     |     |     |     |     |     | 0      |
| –           | U. Sasahara     |     |     |     |     |     |     |     |     |     |     |     |     |     |     |     |     |     |     | 13  | 18  | 19  |     |     |     | DNF | 13  | DNF |     |     |     | 0      |
| –           | W. Tan          |     |     |     |     |     |     |     |     |     | DNF | 13  | 15  |     |     |     | 20  | 19  | DNF | DNF | 15  | 18  |     |     |     |     |     |     |     |     |     | 0      |
| –           | W. Chang        |     |     |     |     |     |     |     |     |     |     |     |     |     |     |     |     |     |     |     |     |     |     |     |     | 14  | 14  | 16  | 17  | 19  | 17  | 0      |
| Gaststarter |                 |     |     |     |     |     |     |     |     |     |     |     |     |     |     |     |     |     |     |     |     |     |     |     |     |     |     |     |     |     |     |        |
| –           | A. Sims         |     |     |     |     |     |     |     |     |     |     |     |     |     |     |     |     |     |     |     |     |     |     |     |     |     |     |     | 9   | 11  | 5   | –      |
| –           | D. Ticktum      |     |     |     |     |     |     |     |     |     |     |     |     |     |     |     |     |     |     |     |     |     |     |     |     |     |     |     | 13  | 20  | 14  | –      |
| –           | L. Norris       |     |     |     |     |     |     |     |     |     |     |     |     |     |     |     |     |     |     |     |     |     |     |     |     |     |     |     | DNF | 16  | 16  | –      |
| Pos.        | Fahrer          | LEC | LEC | LEC | HUN | HUN | HUN | PAU | PAU | PAU | SPI | SPI | SPI | NOR | NOR | NOR | ZAN | ZAN | ZAN | SPA | SPA | SPA | NÜR | NÜR | NÜR | IMO | IMO | IMO | HOC | HOC | HOC | Punkte |

| Farbe                        | Bedeutung                               | Bedeutung |
| ---------------------------- | --------------------------------------- | --- |
| Gold                         | Sieger                                  | Sieger |
| Silber                       | 2. Platz                                | 2. Platz |
| Bronze                       | 3. Platz                                | 3. Platz |
| Grün                         | Platzierung in den Punkten              | Platzierung in den Punkten |
| Blau                         | Klassifiziert außerhalb der Punkteränge | Klassifiziert außerhalb der Punkteränge                                                                                         |
| Violett                      | Rennen nicht beendet (DNF)              | Rennen nicht beendet (DNF) |
| Violett                      | nicht klassifiziert (NC)                | |
| Rot                          | nicht qualifiziert (DNQ)                | nicht qualifiziert (DNQ) |
| Schwarz                      | disqualifiziert (DSQ)                   | disqualifiziert (DSQ) |
| Weiß                         | nicht am Start (DNS)                    | nicht am Start (DNS) |
| Weiß                         | zurückgezogen (WD)                      | |
| Weiß                         | Rennen abgesagt (C)                     | |
| Blanko                       | nicht teilgenommen                      | nicht teilgenommen |
| Blanko                       | verletzt oder krank (INJ)               | |
| Blanko                       | ausgeschlossen (EX)                     | |
| sonstige Formate und Zeichen | P/fett                                  | Pole-Position |
| sonstige Formate und Zeichen | kursiv                                  | Schnellste Rennrunde (in der GP2-Serie/FIA-Formel-2-Meisterschaft ab 2008 für die schnellste Rennrunde der besten zehn Piloten) |
| sonstige Formate und Zeichen | *                                       | nicht im Ziel, aufgrund der zurückgelegten Distanz aber gewertet                                                                |
| sonstige Formate und Zeichen | unterstrichen                           | Führender in der Gesamtwertung                                                                                                  |

| Farbe                        | Bedeutung                               | Bedeutung |
| ---------------------------- | --------------------------------------- | --- |
| Gold                         | Sieger                                  | Sieger |
| Silber                       | 2. Platz                                | 2. Platz |
| Bronze                       | 3. Platz                                | 3. Platz |
| Grün                         | Platzierung in den Punkten              | Platzierung in den Punkten |
| Blau                         | Klassifiziert außerhalb der Punkteränge | Klassifiziert außerhalb der Punkteränge                                                                                         |
| Violett                      | Rennen nicht beendet (DNF)              | Rennen nicht beendet (DNF) |
| Violett                      | nicht klassifiziert (NC)                | |
| Rot                          | nicht qualifiziert (DNQ)                | nicht qualifiziert (DNQ) |
| Schwarz                      | disqualifiziert (DSQ)                   | disqualifiziert (DSQ) |
| Weiß                         | nicht am Start (DNS)                    | nicht am Start (DNS) |
| Weiß                         | zurückgezogen (WD)                      | |
| Weiß                         | Rennen abgesagt (C)                     | |
| Blanko                       | nicht teilgenommen                      | nicht teilgenommen |
| Blanko                       | verletzt oder krank (INJ)               | |
| Blanko                       | ausgeschlossen (EX)                     | |
| sonstige Formate und Zeichen | P/fett                                  | Pole-Position |
| sonstige Formate und Zeichen | kursiv                                  | Schnellste Rennrunde (in der GP2-Serie/FIA-Formel-2-Meisterschaft ab 2008 für die schnellste Rennrunde der besten zehn Piloten) |
| sonstige Formate und Zeichen | *                                       | nicht im Ziel, aufgrund der zurückgelegten Distanz aber gewertet                                                                |
| sonstige Formate und Zeichen | unterstrichen                           | Führender in der Gesamtwertung                                                                                                  |